# Устя (заказник)
Устя — гідрологічний заказник місцевого значення в Україні. Об'єкт природно-заповідного фонду Вінницької області.
Розташований у межах Немирівського району Вінницької області, на північно-західній околиці від с. Медвежа.
Площа 2,6 га. Оголошений відповідно до рішення 11 сесії Вінницької обласної ради 5 скликання від 19.03.2004 року № 525. Перебуває у користуванні Медвежанської сільської ради.
Статус надано для збереження ділянки з типовою лучною рослинністю з домішками степової, де бере початок р. Устя, та групою великодебітних джерел які живлять річку.